# Liste der Grade-I-Bauwerke in Chester

Lage von Cheshire in England

Die Liste der Grade-I-Bauwerke in Chester nennt die als Listed Buildings Grade I in Chester, dem Hauptort der englischen Grafschaft Cheshire, eingestuften ca. 59 Bauwerke. Von den rund 373.000 Listed Buildings in England sind etwa 9000, also rund 2,4 %, als Grade I eingestuft.

## Liste
- Chester Roman Amphitheatre[2]
- Chester Cathedral[3]

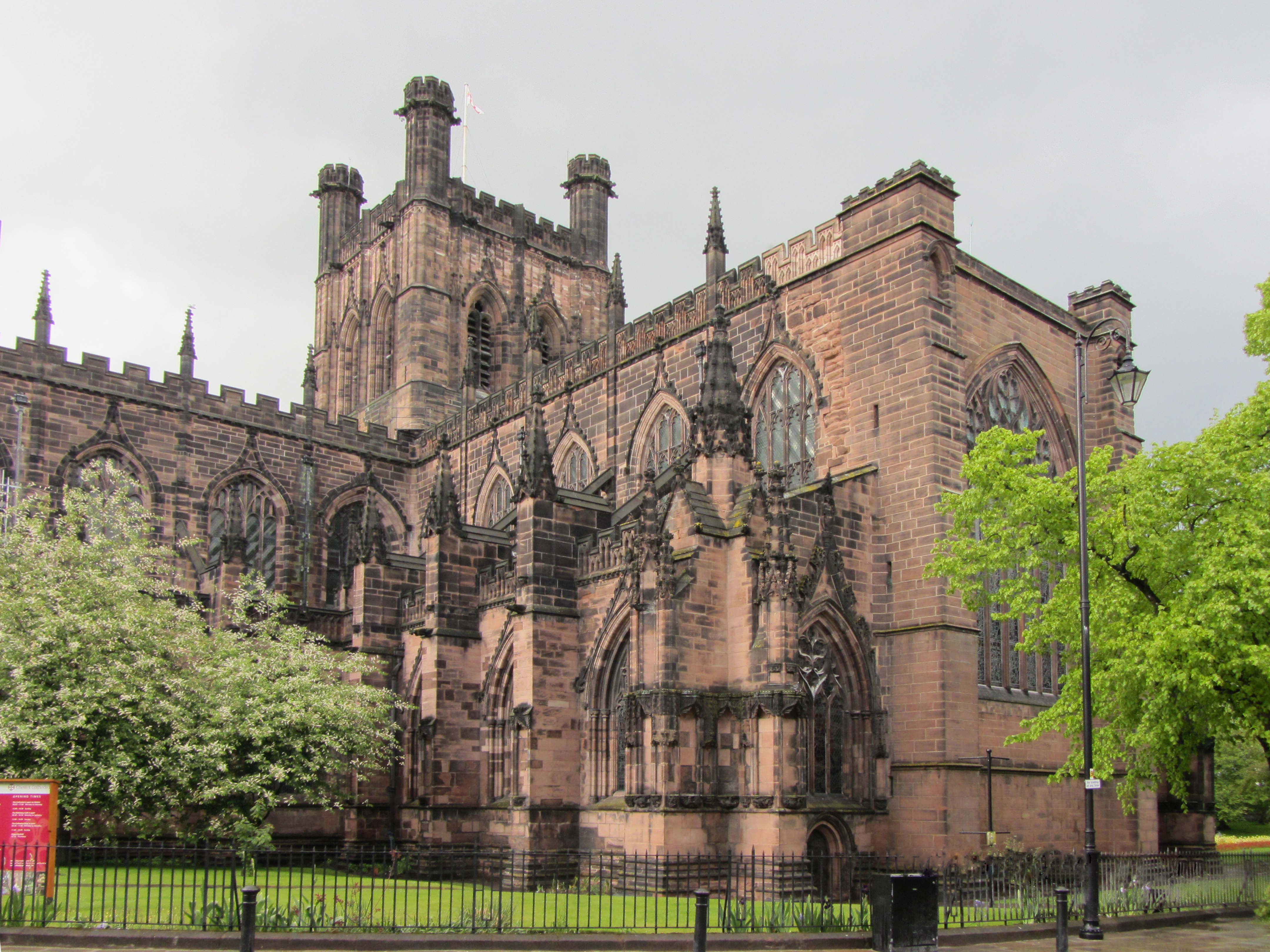
Chester Cathedral

  - Frühere geistliche Gebäude der Kathedrale[4]
- Church of St John the Baptist[5]
- Eastgate Clock[6]
- Römischer Tempel der Minerva[7]
- Grosvenor Bridge[8]
- Old Dee Bridge[9]
- St Mary’s Centre[10]

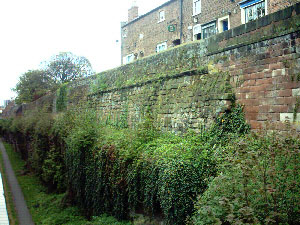
Die Stadtmauern aus römischer Zeit wurden im Mittelalter ergänzt

- Stadtmauern von Chester. Diese stammen aus dem Mittelalter und wurden teilweise auf zuvor bestehenden Mauern aus römischer Zeit errichtet. Als Grade I sind dabei die folgenden Abschnitte eingestuft:
  - Barnaby’s Tower[11]
  - Bonewaldesthorne Tower[12]
  - Mauer-Abschnitt zwischen Bonewaldesthorne Tower und Pemberton’s Parlour[13]
  - Kaleyard Gate[14]
  - Morgan’s Mount[15]
  - Mauer-Abschnitt zwischen Morgan’s Mount und Northgate.[16] Dieser Teil der Stadtmauern schließt Teile römischen Mauerwerkes ein.
  - Mauer-Abschnitt zwischen Barnaby’s Tower bis zum Turm östlich von Bridgegate[17]
  - Mauer-Abschnitt zwischen County Hall und Grosvenor Road[18]
  - Mauer-Abschnitt zwischen Eastgate und Thimbleby’s Tower einschließlich der verbundenen Grabsteine.[19] Dieser Abschnitt der Stadtmauer schließt Teile des Ostwalls der römischen Festungen ein.
  - Mauer-Abschnitt zwischen Grosvenor Road und Watergate[20]
  - Mauer-Abschnitt zwischen Northgate und Phoenix Tower.[21] Dieser Abschnitt beinhaltet Steinmauern der nördlichen Seite der römischen Befestigungen.
  - Mauer-Abschnitt zwischen Pemberton’s Parlour und St Martin’s Gate[22]
  - Mauer-Abschnitt zwischen Phoenix Tower und Kaleyard Gate.[23] Dieser Abschnitt der Stadtmauern umfasst Teile der nördlichen Mauern der römischen Befestigungen.
  - Mauer-Abschnitt zwischen St Martin's Gate und Morgan's Mount[24]
  - Mauer-Abschnitt von Newgate bis Barnaby's Tower[25]
  - Mauer-Abschnitt zwischen Watergate und Bonewaldesthorne Tower[26]
  - Mauer-Abschnitt zwischen Thimbleby's Tower und Old Newgate[27]
  - Mauer-Abschnitt mit der Turmbasis zwischen Kaleyard Gate und Eastgate[28]
  - Mauer-Abschnitt zwischen Bridgegate und einem Rundturm 50 m östlich davon[29]
  - Pemberton's Parlour (Goblin Tower)[30]
  - Phoenix Tower (King Charles’ Tower)[31]
  - Recorders Steps[32]
  - südöstlicher Turm und Mauern des römischen Forts[33]
  - Nebenmauer und Water Tower[34]
  - Thimbleby's Tower[35]
  - Rundturm 50 me östlich von Bridgegate[36]
- 10 Bridge Street and Row (Cowper House)[37]
- 39 Bridge Street and Row[38] mit der Überresten eines römischen Hypokaustums
- 48, 50 und 52 Bridge Street and Row (Three Old Arches)[39]
- 15 und 15a Eastgate Street and Row (Crypt Building)[40]
- Church of St Peter[41]
- Falcon Inn, 6 Lower Bridge Street[42]
- Bear & Billet Public House, 94 Lower Bridge Street[43]
- Bridgegate[44]
- The Blue Bell, 63 and 65 Northgate Street[45]
- Abbey Gateway[46]
- Northgate[47]
- 11 Watergate Street and Row (The Old Crypt)[48]
- 21 Watergate Street and Row (Leche House)[49]
- 28-30 Watergate Street and Row (Booth Mansion)[50]
- 45 Watergate Street and Row (St Ursula's)[51]
- 41 Watergate Street and Row (Bishop Lloyd’s House)[52]
- Watergate[53]
- Chester Weir and Salmon Leap[54]

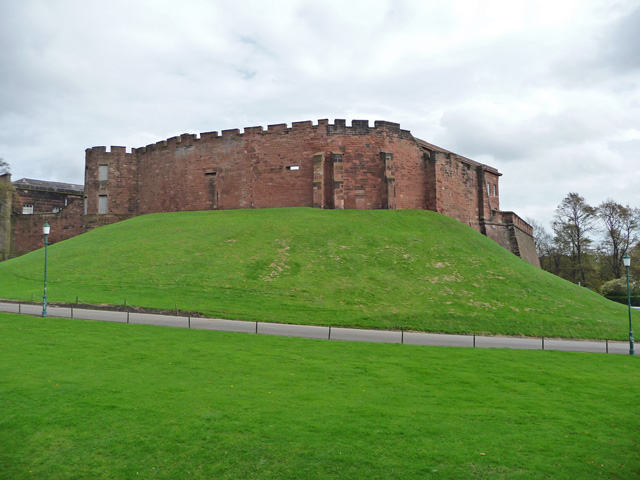
Chester Castle

- Chester Castle. Die als Grade I geführten Bauwerke sind:
  - A Block[55] – heute Museum des 22nd Cheshire Regiments
  - Assize Courts Block[56]
  - B Block[57]
  - Propylaea[58]
  - Agricola Tower[59]
  - Mauern westlich und südwestlich der Inner Bailey[60]